# Tigriculus cinnamocoloratus
Tigriculus cinnamocoloratus är en insektsart som beskrevs av Dlabola 1961. Tigriculus cinnamocoloratus ingår i släktet Tigriculus och familjen dvärgstritar. Inga underarter finns listade i Catalogue of Life.